# Archiv der Mathematik
Archiv der Mathematik (AdM) ist eine seit 1948 im Birkhäuser Verlag (jetzt zu Springer Science+Business Media gehörend) in Basel monatlich erscheinende mathematische Fachzeitschrift. Jährlich gibt es zwei Bände zu sechs Heften.
Die ISSN ist 0003-889X.
Herausgeber sind Ralph Chill und Gabriele Nebe (2016). Davor war Ernst-Ulrich Gekeler Herausgeber.